# Hertogdom Zwaben
Het hertogdom Zwaben (Duits Schwaben, Latijn Suevia of Alamannia) was een van de vijf stamhertogdommen van Duitsland, het land van de Sueben of de Alemannen.
Het omvatte het grootste deel van Baden-Württemberg, het westen van het huidige Beieren, de Elzas en de oostelijke helft van Zwitserland tot aan Chiavenna in Italië en de Gotthardpas.

## Geschiedenis
In de nadagen van het Karolingische rijk, werden de graafschappen onafhankelijk en er brak een machtsstrijd uit tussen Beieren, Zwaben en het bisdom Konstanz. Het heersende huis in Allemannië waren de graven van Raetia die ook markgraven waren. Burchard werd graaf van Zwaben en hij werd in 911 vermoord. Twee andere graven, Bertold en Erchanger van Zwaben, werden wegens hoogverraad ter dood veroordeeld door Koenraad I van Franken.
Binnen het Heilige Roomse Rijk bestond het hertogdom Zwaben feitelijk ongeveer 350 jaar, van 917 tot 1268. In 917 nam graaf Burchard van Raetia de titel van hertog aan en dit werd erkend door keizer Hendrik de Vogelaar en zijn positie was onafhankelijk. Na zijn dood in 926 werd hij opgevolgd door Herman I, een Frankische edelman die trouwde met Regelinda, de weduwe van Burchard II. Nadat Herman I in 948 overleed gaf keizer Otto I het hertogdom aan zijn eigen zoon Liudolf, die getrouwd was met Hermans dochter Ida. Otto I bracht wel het aantal privileges van het hertogdom terug en hij wees graven aan die op de zaken van de hertog moest letten. Liudolf verzette zich hiertegen net zoals andere hertogen. De zoon van Burchhard I, Burchard II van Zwaben, heerste van 954 tot 973. Koenraad I, een familielid van graaf Herman I, was tot 997 hertog van Beieren. Herman II, een zoon van Koenraad, volgde hem vervolgens op. Herman II werd na zijn dood in 1003 opgevolgd door zijn zoon Herman III. De Zwabische hertogen waren trouw aan het Saksische huis, vooral door invloed van de bisschoppen. Herman III had geen kinderen en Ernst I, de echtgenoot van Gisela van Zwaben, een dochter van Herman II, volgde hem op.
Ernst beheerste het hertogdom tot zijn dood in 1015. Gisela nam hierna de heerschappij over en ze hertrouwde met Koenraad II van Franken. Toen de zoon van Ernst, Ernst II, volwassen was, maakte hij ruzie met zijn stiefvader over de macht. In 1030 gaf Koenraad het hertogdom aan Herman IV, Gisela's tweede zoon. Na de dood van Herman IV in 1038 volgde Hendrik III, de zoon van Herman en Gisela, die in 1045 ook tot Rooms-koning gekozen werd. Herman gaf Allemannië aan Otto II van Zwaben, paltsgraaf van de Rijn en in 1048 werd Otto II graaf van rijksstad Schweinfurt. Rudolf werd de volgende hertog van Zwaben en in 1077 werd hij tot tegenkoning van Keizer Hendrik IV gekozen. In Zwaben vond Rudolf weinig steun en het gebied werd door Hendrik aan zijn vertrouweling Frederik I gegeven.
De verwerving van de hertogelijke troon door de Hohenstaufen in 1050 was een belangrijk jaar in de geschiedenis van het hertogdom. Frederik moest zijn positie verkrijgen na een strijd met enerzijds Berthold I van Zwaben, de zoon van Rudolf en anderzijds Berthold II van Zahringen. Frederik nam Breisgau in 1096 in van Bertold. Frederik II van Zwaben volgde zijn vader op in 1105. Toen hertog Frederik III in 1152 als Frederik I tot koning van het Heilige Roomse Rijk werd gekozen, werd Zwaben het belangrijkste Duitse hertogdom. Een eeuw lang was het hertogdom verbonden met de keizer, hetzij in personele unie, hetzij als leen voor een zoon van de keizer. In 1152 gaf Frederik I het hertogdom Zwaben aan Frederik (IV), graaf van Rothenburg en hertog van Franken. Na de dood van Frederik in 1167 werd het gebied door drie zonen van Frederik III gezamenlijk bestuurd. Filips kreeg steun van een groot aantal Zwabische heren. De jongste zoon Filips werd tot Roomse koning verkozen 1198. Tijdens de machtsstrijd was het hertogdom korte tijd in handen van de Welf Otto van 1208 tot 1214. Na de verkiezing van Frederik II in 1214 kwam het hertogdom weer in handen van het huis Hohenstaufen. Frederik gaf het hertogdom aan zijn zoon Hendrik VII. Na de onrusten in 1235 werd Koenraad IV hertog van Zwaben die in 1266 ook Sicilië verwierf. Hij deed Sicilië over aan Ulrich II van Württemberg.
Na de dood van Konradijn van Hohenstaufen en het uitsterven van de Hohenstaufen in 1268 viel het hertogdom ten prooi aan de hoge adel van het hertogdom. Vooral de graven van Württemberg stelden zich in het bezit van rijksgoed en hertogsgoed. De adel verhinderde ook het herstel van het hertogdom. Koning Rudolf verleende de hertogelijke waardigheid aan zijn zoon Rudolf die overleed in 1290, maar dit had geen effect. De restanten van het rijksbezit werden verenigd in de rijkslandvoogdij Zwaben.
Bij de indeling van het Heilige Roomse Rijk in kreitsen werd er voor Zuidwest-Duitsland de Zwabische Kreits gevormd.
Sinds keizer Maximiliaan I voerden de Habsburgers van 1500 tot 1806 het wapen van het hertogdom Zwaben om hun aanspraken op Württemberg te propageren. Zij voerden ook de titel 'vorst in Zwaben'. De Oostenrijkse bezittingen in Zwaben werden wel Zwabisch Oostenrijk genoemd.
Na de verheffing van het keurvorstendom Württemberg tot koninkrijk, in 1806, werd het wapen van het hertogdom Zwaben door de koningen als veld in hun wapen gevoerd. De tegenwoordige Duitse deelstaat Baden-Württemberg voert als wapen dat van het oude hertogdom Zwaben.
De naam Zwaben wordt tegenwoordig gebruikt om de landstreek Zwaben in Duitsland tussen de Rijn en de Lech aan te geven. De streek vormt binnen Duitsland geen politieke of administratieve eenheid meer. Het oostelijke deel van Zwaben dat nu in het westelijke deel van Beieren ligt, vormt daar een regierungsbezirk met de naam Zwaben.